# 장복초등학교
장복초등학교는 대한민국 경상남도 창원시에 있는 공립 초등학교이다. 교육 비전은 '꿈을 키우고 미래를여는 장복행복교육' 이다

## 학교 연혁
- 2008년 3월 1일:개교
- 2011년 12월 15일:학교체육활성화 우수학교 선정
- 2011년 3월 1일:경상남도교육청지정 과학선도학교 운영
- 2013년 3월 1일:경상남도교육청지정 학교스포츠클럽 시범학교 운영
- 2015년 3월 1일:2015 흡연예방 금연실천 심화학교 운영
- 2016년 3월 1일:소프트웨어선도학교 운영
- 2018년 9월 1일:제5대 박원규 부임

## 참고 자료
- 장복초등학교 - 한국교육학술정보원 학교알리미